# Bargas (Toledo)
Bargas ist eine Stadt und eine zentralspanische Gemeinde (municipio) mit 11.099 Einwohnern (Stand: 2024) im Zentrum der Provinz Toledo in der Autonomen Gemeinschaft Kastilien-La Mancha.

## Lage und Klima
Der Ort Bargas liegt nur etwa 10 km (Fahrtstrecke) nördlich von Toledo bzw. knapp 70 km südöstlich von Madrid in der historischen Provinz La Mancha in einer Höhe von ca. 515 m. Das Klima im Winter ist rau, im Sommer dagegen trocken und warm; der spärliche Regen (ca. 390 mm/Jahr) fällt überwiegend im Winterhalbjahr.

## Bevölkerungsentwicklung
| Jahr      | 1857  | 1900  | 1950  | 2000  | 2020   |
| Einwohner | 3.604 | 3.437 | 3.707 | 6.816 | 10.535 |

Trotz der zunehmenden Mechanisierung der Landwirtschaft und der Aufgabe bäuerlicher Kleinbetriebe ist die Bevölkerung seit der Mitte des 20. Jahrhunderts infolge von Zuwanderung in neu geschaffene Wohngebiete (urbanisaciones) deutlich gewachsen.

## Wirtschaft
Das Umland von Bargas war und ist im Wesentlichen landwirtschaftlich geprägt (Getreide, Oliven, Wein); die Stadt selbst diente als handwerkliches und merkantiles Zentrum für die umliegenden Weiler und Einzelgehöfte. Heute gehört die Stadt zum Großraum von Toledo.

## Geschichte
Prähistorische, antike und selbst maurische Funde wurden bislang nicht gemacht. Wenige Jahre nach der Rückeroberung (reconquista) Toledos im Jahr 1085 durch Alfons VI. von León und Kastilien begann eine Phase der Wiederbesiedlung (repoblación) durch Christen aus dem Norden und dem Süden der Iberischen Halbinsel, doch profitierte Bargas nur wenig davon. Erst im 17. und 18. Jahrhundert erlebte der Ort eine wirtschaftliche und kulturelle Blütezeit.

## Sehenswürdigkeiten

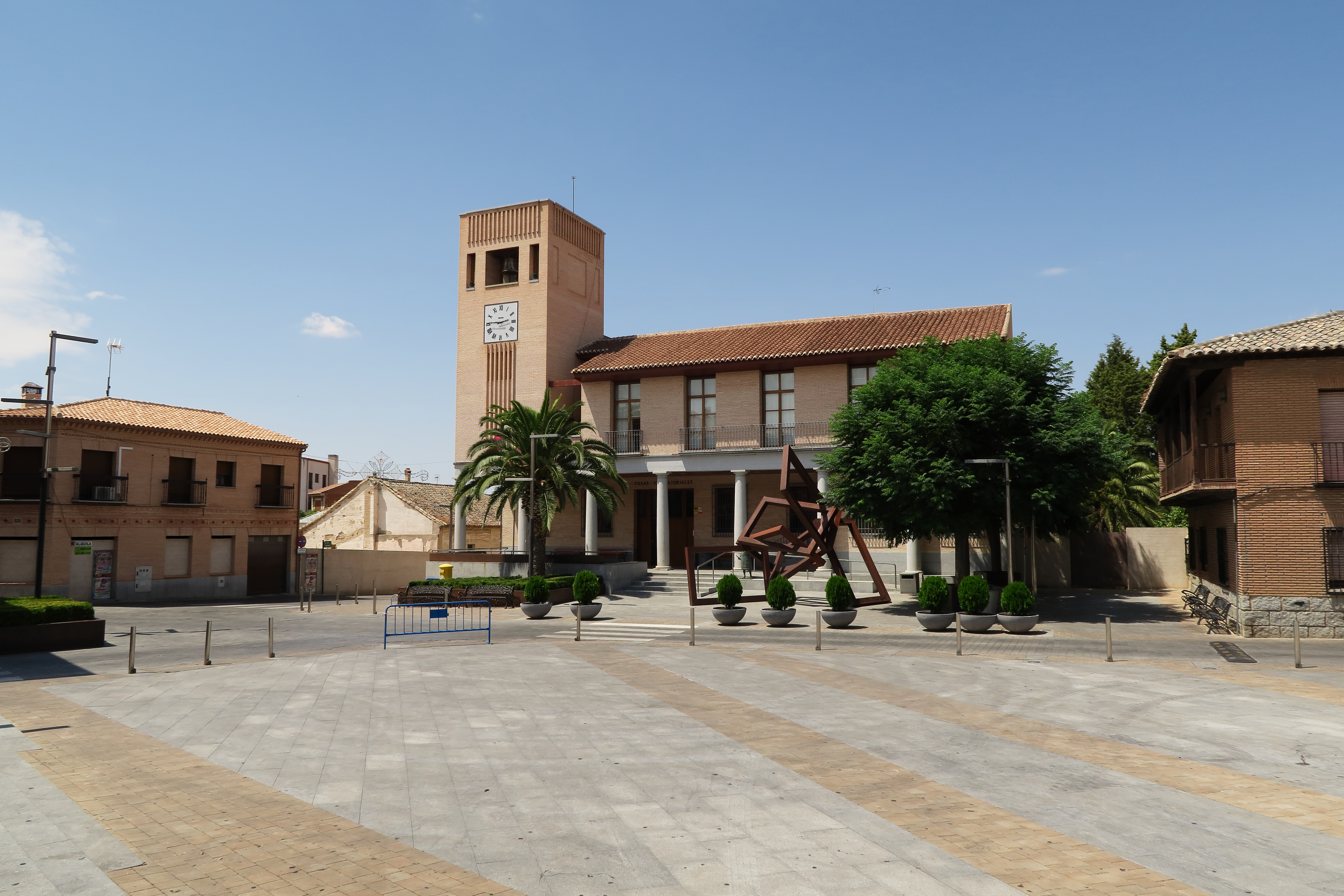
Bargas – Rathaus

- Die Erweiterung der ehemals nur einschiffigen Iglesia de San Esteban Protomártir auf drei Schiffe fällt in die Zeit um 1700; im Äußeren behielt man die mudéjare Ziegelsteinoptik bei, wohingegen das Innere klassizistische Barockformen zeigt. Ein Seitenaltar stammt noch aus der alten Kirche.[4]
- Die kleine Ermita del Santísimo Cristo de la Sala stammt wahrscheinlich aus dem 16. Jahrhundert; im 18. Jahrhundert wurde sie barockisiert.[5]
- Das im Äußeren kirchenähnlich gestaltete Rathaus (ayuntamiento) ist ein Bau aus dem beginnenden 21. Jahrhundert und wurde im Jahr 2007 eingeweiht.

Umgebung
- Etwa 700 m Fußweg nordwestlich des Ortes befindet sich die Finca Loranque, eins der traditionsreichsten Weingüter der Provinz Toledo.
- Die in der ca. 3 km südlich des Ortskerns gelegenen Urbanisación Las Perdices befindliche Iglesia de la Sagrada Familia wurde im Jahr 2008 fertiggestellt.